# Castello di Kronborg
Il castello di Kronborg, in danese: Kronborg Slot, è una fortezza situata a Helsingør, in Danimarca. Sorge sulla punta estrema della Selandia, nella minima distanza tra la Danimarca e la Svezia. Qui lo stretto, largo soli 4 km, aggiunge un'importanza strategica alla costruzione.
Il castello è da secoli uno dei castelli rinascimentali più importanti del Nord Europa, ed è stato aggiunto al Patrimonio dell'UNESCO il 30 novembre 2000. Il castello è celebre anche perché William Shakespeare vi ambientò il suo dramma Amleto: ogni estate si svolge nel cortile interno un festival shakespeariano.

## Storia

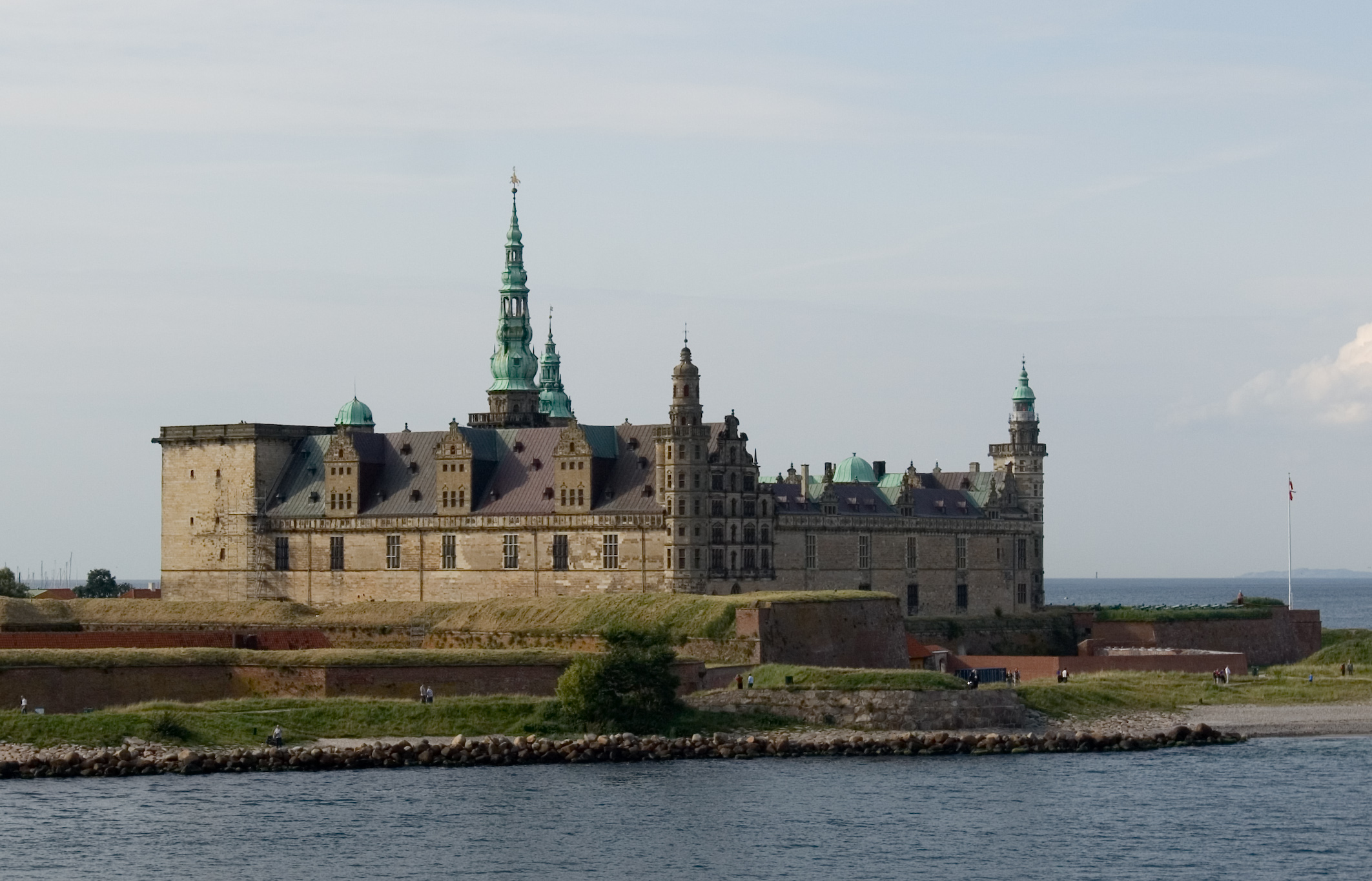
Veduta dal mare.

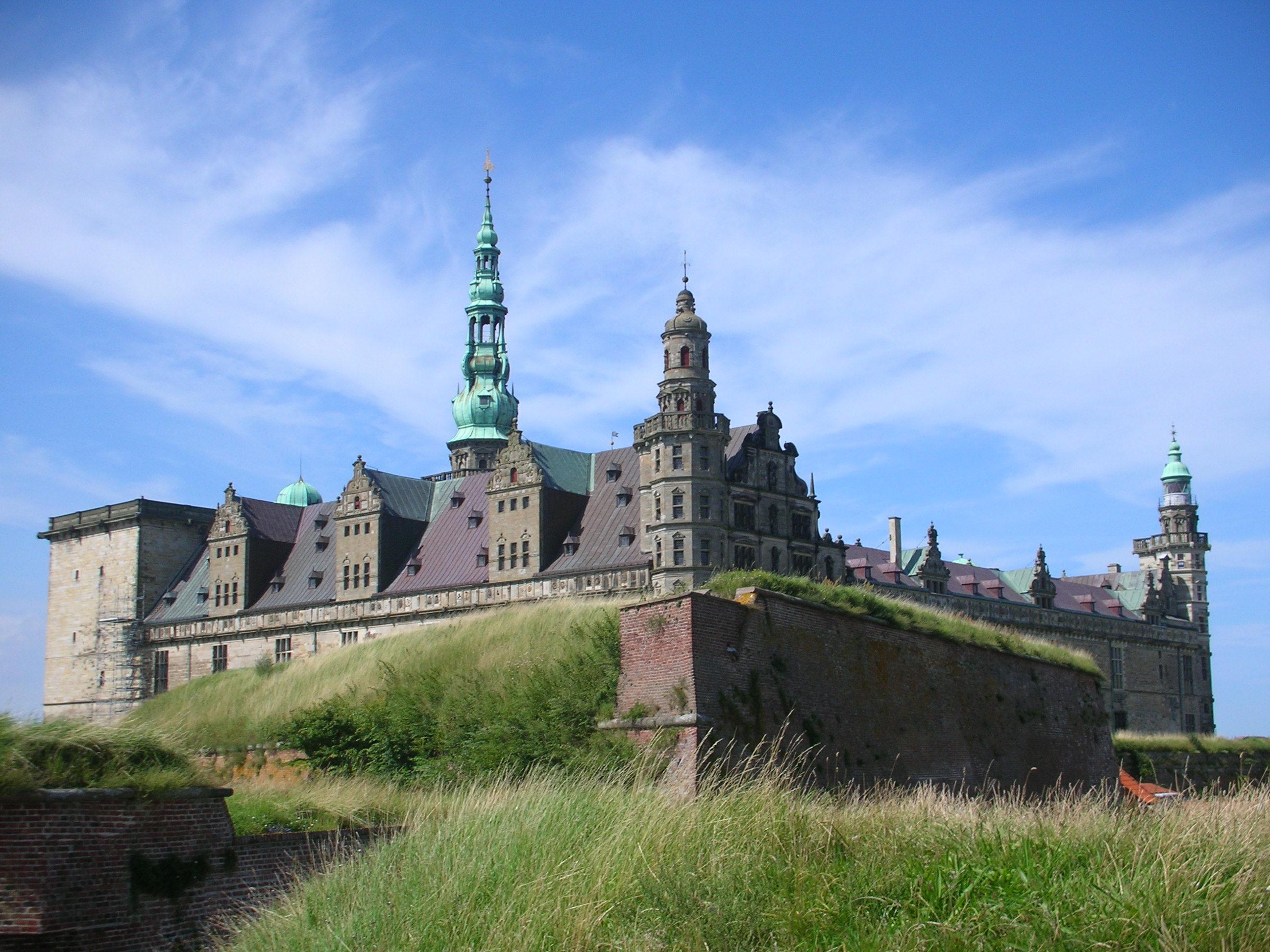
Le fortificazioni del castello di Kronborg.

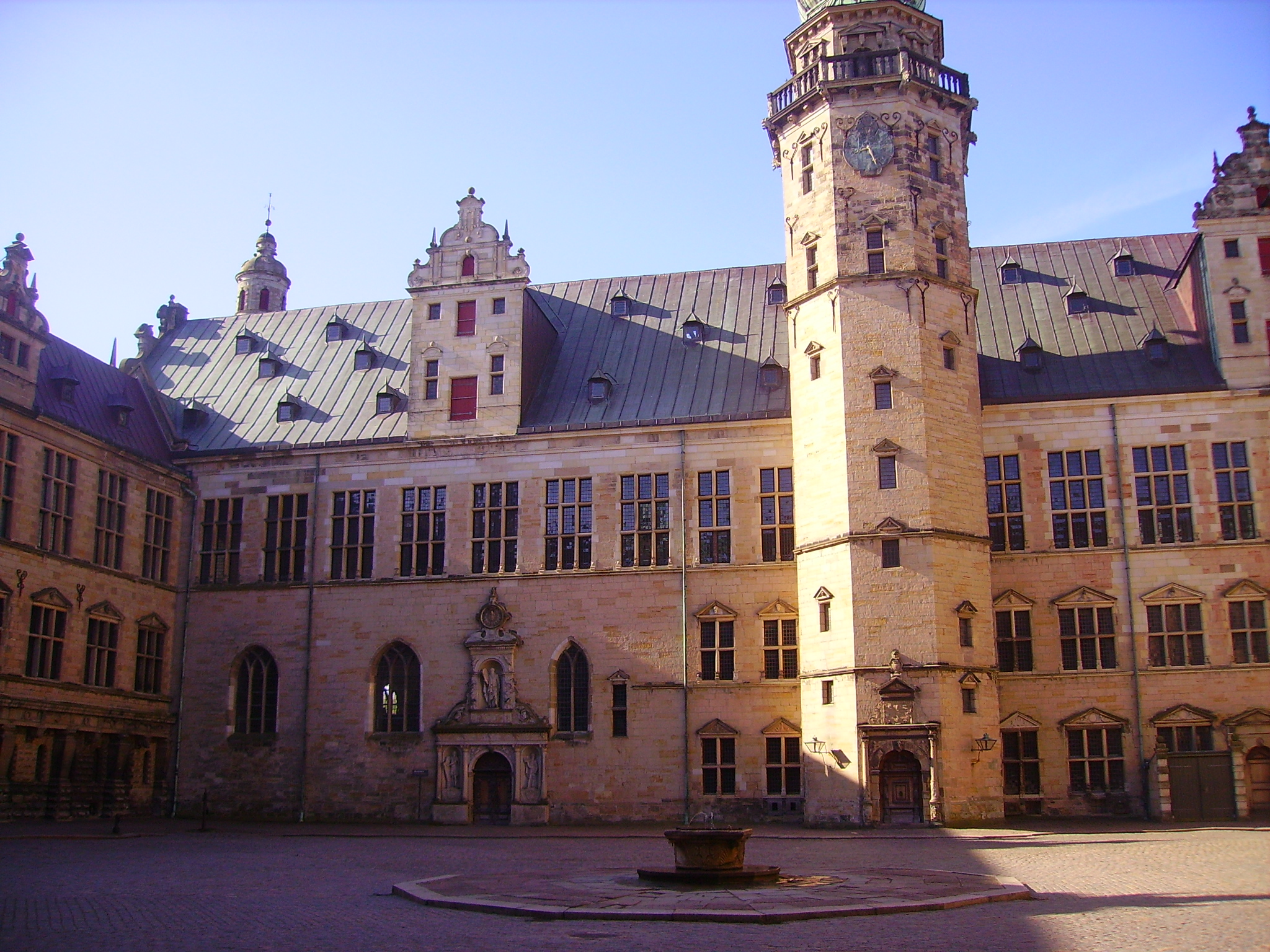
Il Cortile d'onore.

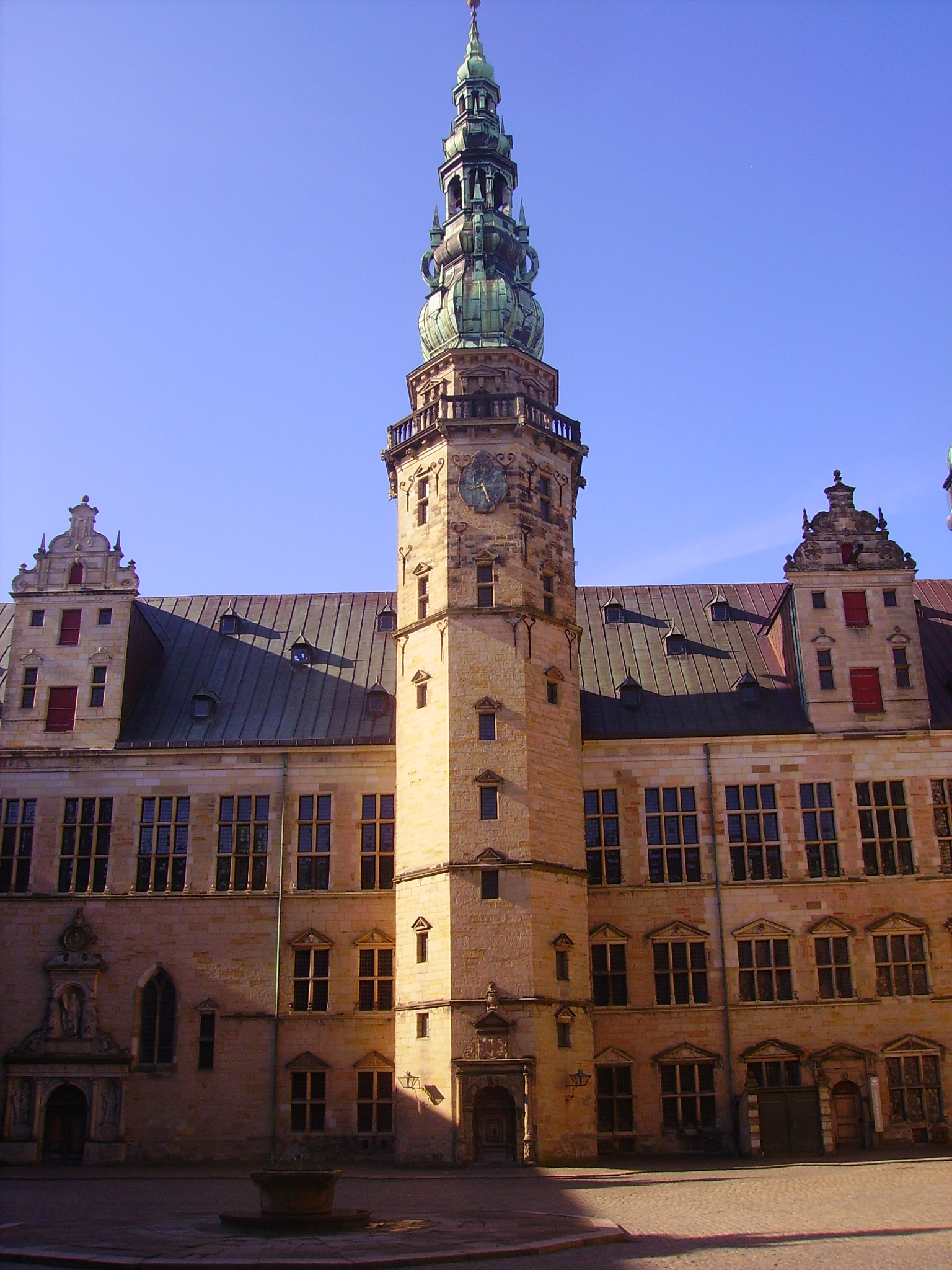
La torre.

Il castello fu costruito nell'anno 1420 dal re danese, Eric di Pomerania al fine di controllare il passaggio delle navi nello stretto, per poi poter riscuotere il pedaggio d'accesso o d'uscita dal Mar Baltico. 

L'attuale nome lo assunse nel 1585, quando fu ricostruito da Federico II di Danimarca, che lo trasformò in un magnifico castello rinascimentale, unico nel suo aspetto e nelle dimensioni in tutta Europa, grazie alla progettazione e realizzazione dell'architetto Anthonis van Obbergen.
Nel 1629, a causa della disattenzione di due operai, gran parte del castello andò in fiamme, e solo la Cappella si salvò. Allora re Cristiano IV di Danimarca interpellò il suo architetto reale Hans van Steenwinckel il Giovane per riportare il castello alla sua originaria magnificenza, tuttavia dieci anni dopo l'incidente, gli interni erano ancora incompleti.
Con la Guerra di Scania il castello di Kronborg venne conquistato nel 1658 da parte degli svedesi guidati da Carl Gustaf Wrangel, e ancora devastato negli interni. Questo fatto mostrò che il castello era assai vulnerabile, così le difese vennero rafforzate in maniera significativa. Tra il 1688 e il 1690 venne aggiunta un'avanzata linea di difesa costituita da una serie di baluardi, e poco tempo dopo, una nuova serie di bastioni vi venne eretta intorno. Dopo il completamento dei lavori, Kronborg venne considerata una delle fortezze più inespugnabili d'Europa.
Dal 1739 fino alla metà del XIX secolo, il castello di Kronborg venne utilizzato come prigione per schiavi. Gli schiavi erano maschi carcerati che erano stati condannati a lavorare dentro le fortificazioni del castello. I carcerati erano suddivisi in due categorie: quelli con lievi condanne erano classificati come "onesti" e autorizzati a lavorare al di fuori delle mura castellane; quelli con pene per violenza, omicidio, incendio doloso erano classificati come "disonesti" e dovevano scontare l'intera pena, facendo duro lavoro fisico all'interno delle mura del castello.
Dal 17 gennaio 1772 al 30 aprile 1772, Kronborg è stato il luogo di prigionia della regina Carolina Matilde del Galles, sorella di Giorgio III.
In seguito il castello di Kronborg perse d'importanza e destinato a fini strettamente militari, tanto che dal 1785 al 1922 andò sotto la diretta amministrazione militare. Durante questo periodo, fu completata una serie di lavori di ristrutturazione.

## Curiosità
Kronborg è conosciuto da molti anche come "Elsinore", l'ambientazione della famosa tragedia Amleto, Principe di Danimarca, opera di William Shakespeare. L'Amleto venne rappresentato nel castello reale per la prima volta in occasione del 200º anniversario della morte di William Shakespeare con un cast composto da soldati. Il palcoscenico era la torre telegrafo nell'angolo sud-ovest del castello. La tragedia è stata poi rappresentata più volte nel cortile e in varie sedi nella fortificazione. Successivamente fu girata una versione televisiva con Christopher Plummer.
Il castello accoglie una statua di Ogier il Danese. Secondo la leggenda, dorme ancora qui, avvolto nella sua lunga barba, e si sveglierà solo quando la Danimarca sarà in grave pericolo, per salvare la nazione.
Il castello viene citato in uno dei drammi più famosi del Teatro dell'assurdo, Ubu re di Alfred Jarry, nell'ultima scena IV, dell'Atto V, a conclusione dell'opera.